# Andreas Brandstetter

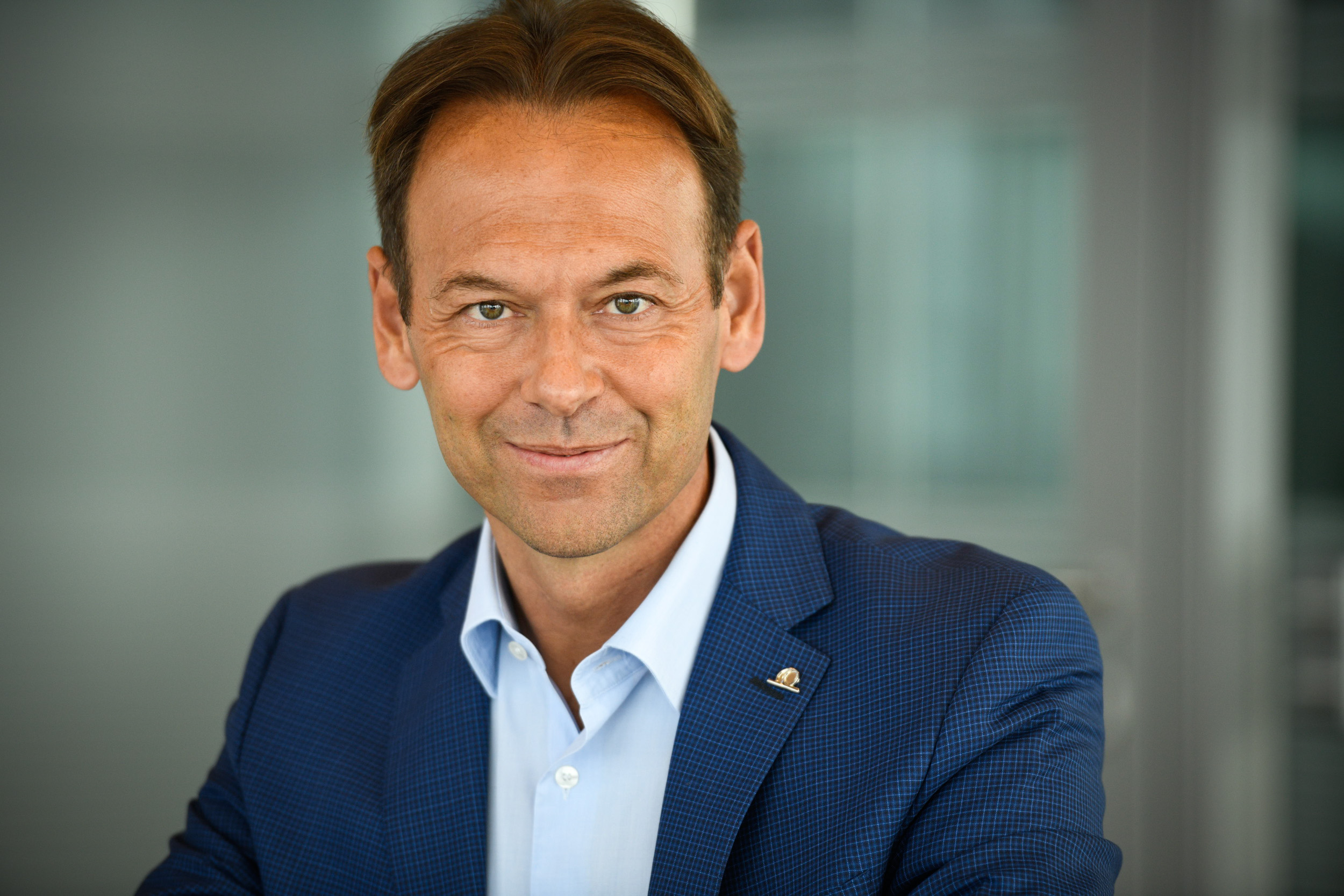
Andreas Brandstetter (2019)

Andreas Brandstetter (* 23. Juni 1969) ist seit 1. Juli 2011 Vorsitzender des Vorstandes der UNIQA Insurance Group AG und seit 1. Juli 2020 Vorstandsvorsitzender der UNIQA Österreich Versicherungen AG.

## Leben
Aufgewachsen in Schönberg am Kamp, studierte er von 1988 bis 1992 an der Universität Wien Politikwissenschaft und Geschichte. Für das Doktorat (1992–1994) bekam er ein Stipendium für die University of California, San Diego. Von 1997 bis 2002 absolvierte er ein MBA (Master of Business Administration)-Studium an der California State University, Hayward und IMADEC in Wien.
1993 absolvierte er eine Zeit als Trainee im Europäischen Parlament in Straßburg. Anschließend war er Mitarbeiter im Bundeskanzleramt im Büro von Vizekanzler Erhard Busek.
Von 1994 bis 1995 war er Hauptgeschäftsführer der Österreichischen Volkspartei und übernahm dann die Leitung im EU-Büro des Österreichischen Raiffeisenverbandes.
Ab 1997 war er als Assistent des Generaldirektors in der BARC Versicherungs-Holding AG/Uniqa Versicherungen AG tätig. Im Jahr 2000 wechselte er auf den Posten des Generalsekretärs und wurde 2002 stellvertretendes Mitglied des Vorstandes zuständig für internationale Märkte.
2003 wurde er Mitglied des Vorstandes der Uniqa Versicherungen AG und war in seiner Position für die Neuen Märkte, Bancassurance und Mergers & Acquisitions zuständig. Ab 2009 war er stellvertretender Vorsitzender des Vorstandes.
Seit 1. Juli 2011 ist er Vorstandsvorsitzender der Uniqa Insurance Group AG. Von Juli 2011 bis Mai 2016 war er in dieser Position für Investor Relations, Group Communication, Group Marketing, Group Human Resources, Group Internal Audit, Group General Secretary zuständig. Im vom Österreichischen Industriemagazin jährlich erstellten Ranking der 1000 Top Manager Österreichs belegte er 2018 den 2. Platz, 2020 den 3. Platz. Ab Juni 2016 betreute er die Bereiche Innovation, Asset Management (gruppenweit), Investor Relations, Group Communication, Group Marketing, Group Human Resources, Group Internal Audit, Group General Secretary. Seit dem 1. Januar 2020 ist Brandstetter als Vorsitzender des Vorstands (CEO) zuständig für die Bereiche Innovation, Strategy & Transformation, New Business Areas (Health), Group General Secretary, Revision, Art Insurance. Bis Mai 2020 war Brandstetter auch Vorstandsvorsitzender der UNIQA-Versicherungsverein-Privatstiftung. In dieser Position folgte ihm Burkhard Gantenbein.
Von März 2013 bis April 2015 war Brandstetter Mitglied des Aufsichtsrats des französischen Rückversicherers SCOR SE.
Im Mai 2018 wurde er von der Generalversammlung von Insurance Europe, der Interessensvertretung der europäischen Versicherungen und Rückversicherungen, für drei Jahre zum Präsidenten gewählt.
Im Juni 2021 faste die Generalversammlung den einstimmigen Beschluss, sein Mandat um weitere 3 Jahre zu verlängern.
Andreas Brandstetter lebt in Wien und ist Vater von drei Kindern.